# 코늄

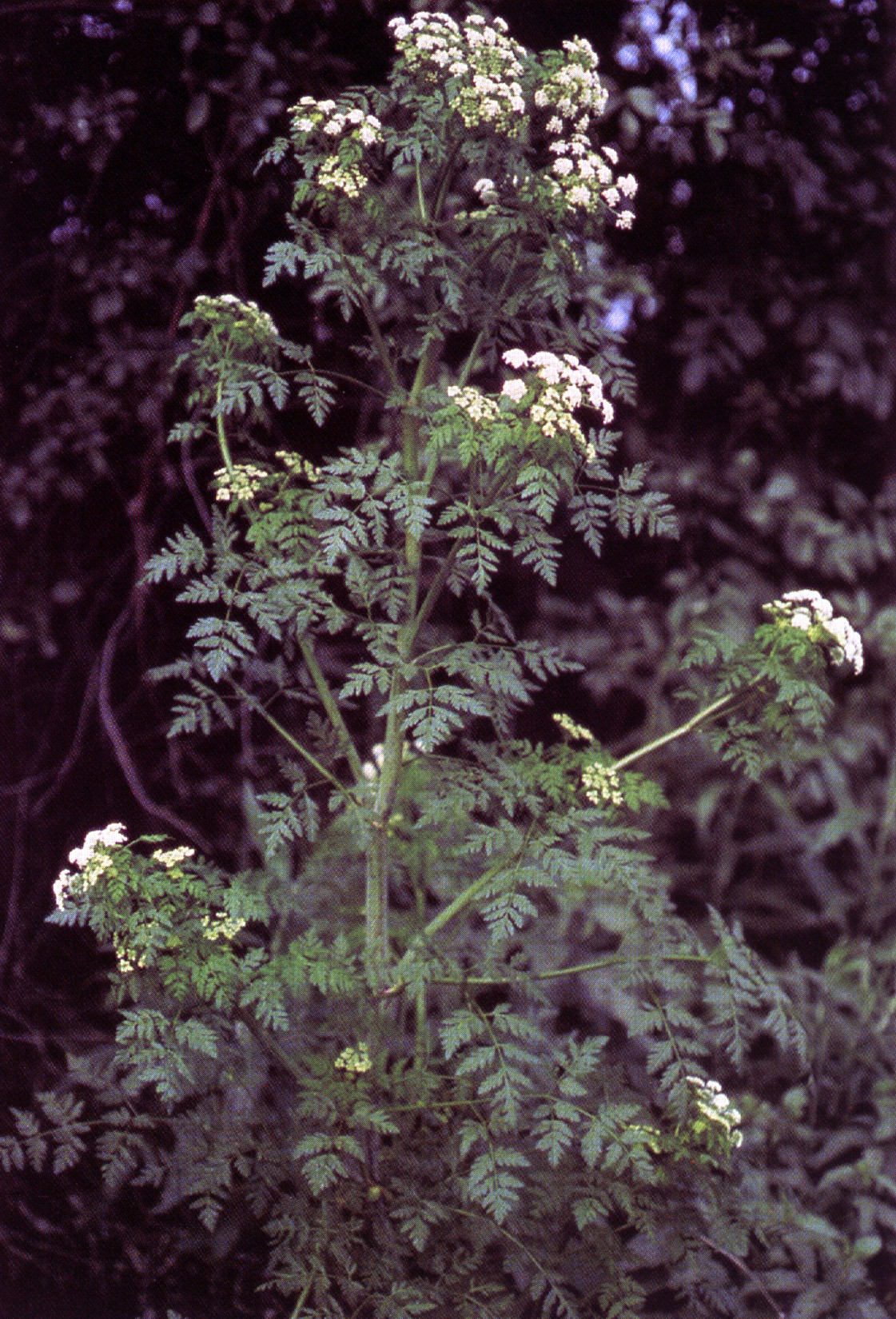

코늄(Conium, /koʊˈnaˈ.əm/ 또는 /ˈkoʊniəm/)은 미나리과에 속하는 속씨식물의 속 (생물학)이다. 2020년 12월 기준으로 플랜츠 오브 더 월드 온라인에서는 6종을 허용한다.
이 속에 속하는 모든 종은 인간에게 유독하다. 헴록(hemlock)으로도 알려진 C. maculatum 종은 독성이 매우 강한 것으로 악명 높다. 헴록은 유럽, 북아프리카, 서아시아의 온대 지역이 원산지이다. C. chaerophylloides, C. Fontanum 및 C. sphaerocarpum 종은 모두 남부 아프리카가 원산지이다.